# Sweet Life (álbum de IC3PEAK)
Сладкая Жизнь (traducido al inglés, Sweet Life) es el tercer álbum del dúo ruso IC3PEAK, lanzado el 3 de noviembre de 2017 a través de IC3PEAK Records. Es el primer álbum en ruso del dúo, en el que hay una canción con la participación de Boulevard Depo. De todas las canciones del álbum, se lanzó un videoclip para la canción "Sad bitch".
Con el lanzamiento de este álbum, el estilo del dúo empezó a cambiar, acercándose al trap y al hip-hop Порталы The Flow y Buro 24/7 incluyeron el álbum en sus listas de los mejores álbumes de 2017. Según los resultados de la votación de los lectores del portal The Flow, "Sweet Life" fue nombrado el mejor álbum electrónico del año.

## Sobre el proceso de grabación del álbum
“Alquilamos una casa en los suburbios lejanos por ocho meses. La casa en la que estamos parados en la portada del álbum es realmente la casa en la que ahora vivimos y hacemos música. Tenemos desde la ventana una vista a un bosque de pinos, y también vecinos muy amigables que a veces nos invitan con kebab. Y cuando vas a ir a una velada, para llegar a un taxi, tienes que ponerte cubrezapatos si tienes zapatillas blancas, porque nuestras carreteras son rústicas. No hay nada especial alrededor, solo alcohólicos y madres con hijos. Por supuesto, no quiero meterme en todo esto; ayuda concentrarme en la música y otras tareas, nada distrae. Además de la naturaleza que lo rodea, tal vez sea en parte por qué el álbum estaba en ruso. Alrededor de una Rusia sin adornos"- IC3PEAK

### ¿Por qué el grupo decidió de repente cantar en ruso?
“En álbumes anteriores, las letras estaban en inglés, lo que las hacía accesibles y comprensibles en todo el mundo. Al mismo tiempo, permitió hablar sobre cualquier tema sin consecuencias. La letra del disco “Sweet Life” es muy personal, pero toca a todo el mundo. Este es un diálogo con su generación sin barreras idiomáticas y sin distancia"

## Lista de canciones
| N.º | Título                         | Duración |  |
| 1.  | «Грёзы»                        | 1:44     |  |
| 2.  | «Грустная сука»                | 3:19     |  |
| 3.  | «Пламя»                        | 3:54     |  |
| 4.  | «Зеркало» (con Boulevard Depo) | 3:56     |  |
| 5.  | «Pain»                         | 3:30     |  |
| 6.  | «Разобьюсь»                    | 3:14     |  |
| 7.  | «Малыш»                        | 3:16     |  |
| 8.  | «Яд»                           | 2:59     |  |
| 9.  | «Вечная жизнь»                 | 3:17     |  |

## Composición discográfica
- Anastasia Kreslina - voz, intérprete principal (todas las canciones)
- Boulevard Depo - voz, intérprete invitado (canción 4)